# Советы, как противостоять чуме
«Советы, как противостоять чуме» (итал. Cosiglio contro la pestilenza, лат. Consilio contro la Pestilentia) — трактат итальянского философа Марсилио Фичино (1433—1499), посвящённый средствам борьбы с чумой. Впервые трактат был издан в 1481 году.

## Исторический контекст
К концу XV века существовало несколько теорий, объясняющих происхождение чумы. Основная восходила к древнеримскому врачу Галену, называвшему две причины: заражённый миазмами воздух и накопление в организме вредных гуморов вследствие неправильного питания. Персидский врач X века Абу Бакр Мухаммад ар-Рази сравнивал кровь человека с вином — у детей она подобна несбродившему виноградному соку, у взрослых зрелому вину, а у стариков скисшему. Чума опасна тогда, когда кровь вырождается и начинает бродить. Образующаяся в таком процессе пена соединяется с чумой. Представление о связи чумы с божественным наказанием присутствует у многих средневековых авторов. Например, Филиппо Бероальдо (1453—1505) высказывается мнение о связи землетрясений и чумы через высвобождение «чумных духов» вследствие сотрясения земли.
«Советы» являются представителем распространённого в Средние века жанра медицинской литературы. Немецкий историк медицины Карл Зудхофф в 1912 году насчитал 183 трактата о чуме за 150 лет после начала Чёрной смерти. Зудхофф учитывал преимущественно тексты на немецком и латыни, и в 1916 году Доротея Зингер собрала информацию о ещё 22 произведениях на национальных языках. В течение XX века количество известных «чумных» трактатов существенно увеличилось. Хотя основной способ избежать смерти от чумы оставался неизменным со времён Галена — лат. cito, longe, tarde — бежать прочь как можно дальше и возвращаться в заражённую местность как можно позже — множество руководств адресовалось тем, кто по тем или иным причинам не мог избежать контакта с инфекцией. Начиная с первых трактатов, созданных врачами XIV века Джентиле да Фолиньо и Ги де Шолиаком, к 1400 году сложилась типовая структура «советов против чумы». Согласно Полу А. Расселу, в них можно выделить следующие типовые разделы:
- Предисловие, в котором автор рекомендует для избавления от чумы молиться Богу, Деве Марии и святым;
- Глава с изложением различных теорий происхождения чумы, включая астрологические;
- Перечень знамений, по которым можно распознать наступление бедствия;
- Различные рекомендации и рецепты снадобий, в том числе те, которые можно приготовить дома самостоятельно.

Большинство авторов ссылались на авторитетов прошлого, от Гиппократа до Авиценны, а также на собственный успешных опыт излечения. По мнению итальянского исследователя Теодоро Катиниса (Teodoro Katinis), произведение Фичино существенно превосходит прочие чумные «советы» и может быть отнесено к особому поджанру трактатов с практическими советами.
Интерес Марсилия Фичино к медицинской проблематике прослеживается на протяжении всей его жизни. В одном из своих ранних компилятивных произведений, датируемом приблизительно 1462 годом, «Oratio de laudibus medicinae» (Речь, посвященная похвалам медицине), он демонстрирует знакомство с трудами многих авторитетных в Средние века врачей, а также медицинскими взглядами Платона и Аристотеля. В синкретической парадигме Фичино, их учения в совокупности образовывали истинную «древнюю врачебную науку» (лат. prisca medicina). Во Флоренции Фичино неоднократно сталкивался с эпидемиями чумы: в 1437—1439, 1449—1450, 1456—1457, 1478—1482 и 1497—1498 годах. В ходе эпидемии 1456—1457 годов отец Марсилия, Диотифечи служил в госпитале Санта Мария Нуова, где его высоко ценили. Возможность наступления новой эпидемии чумы Фичино начал предсказывать после смерти в 1464 году своего первого покровителя, Козимо Медичи. Философ вновь выступил с предсказаниями в 1478 и 1479 годах, когда наблюдалось соединение Марса и Сатурна. Решающим признаком стало обнаружение в Вольтерре чудотворной реликвии святого Петра во время рождественской мессы 1477 года. Значение последнего знамения вытекало из предшествующих событий, когда в 1472 году город был разрушен флорентийскими войсками и передан в управление семьи Пацци. Сложно проследить, сколько времени в период с 1478 по 1482 год Фичино находился во Флоренции. Как минимум, с сентября по декабрь 1479 он жил на своей вилле в Карреджи. По мнению Пауля Кристеллера, трактат был написан в 1479 году, исходя из датировки описанного в «Советах» излечения женщины от чумы в сентябре 1478 года. Биограф Фичино Р. Марсель датирует данное событие сентябрём 1480 года. Таким образом, книга была завершена не позднее конца зимы 1481 года.

## Содержание
Структура «Советов» вполне типична. После краткого вступления Фичино посвящает три главы описанию природного происхождения чумы, одну главу её признакам, а оставшиеся 19 глав предотвращению и лечению болезни. В отличие от большинства произведений Фичино, «Советы» не содержат именного посвящения. По предположению П. Кристеллера, философ собирался посвятить произведение своему скончавшемуся в 1478 году отцу, который упоминается в предисловии. В отличие от большинства подобных сочинений, «Советы» Фичино не включают молитвы или медитации.
Фичино, вслед за Галеном, определяет чуму как распространяющееся в воздухе ядовитое испарение (vapore velonoso), зародившееся в воздухе и враждебное жизненному духу (spirito vitale). Вредоносность этих испарений обусловлена не свойствами образующих их элементов, характеризущимися парами качеств теплое-холодное и влажное-сухое, как утверждала классическая теория, а наличием особым образом устроенной формы. В данном случая чумной яд подобен универсальному противоядию териаку (la tiriaca), эффект которого связан не с его элементарными качествами, а «потому что во всем его составе наличествует форма, устроенная согласно пропорции формы жизненного духа» (вольг. perché in tucia la compositione sua risulta una forma proportionata alla forma dello spirito vitale). Аналогичным образом чумной пар по своей структуре противоположен жизненному духу сердца. Он непрерывно производится в земле и при каких-то обстоятельствах попадает в воздух. Последний, однако, чист и противоположен гнилостности, и при нормальных обстоятельствах не даёт миазмам распространиться в себе. В результате, только благодаря индивидуальной предрасположенности к лихорадке или гниению человек может заболеть. Признаком болезни является обильность и брожение гуморов. Яд производится разрушающим действием кальция и мышьяка. Неблагоприятные астральные обстоятельства, прежде всего, соединение Марса и Сатурна, а также затмения, усиливают эффект. Астральные влияния также определяют, какие виды животных будут подвержены чуме. Как сера воспламеняется раньше дерева, так и некоторые люди более предрасположены к болезни, нежели другие. Если же яд силён, он будет поражать и тех, кто к нем не предрасположен, и почему такое происходит никто не знает. Чумная лихорадка проявляется в брожении, сначала духа, потом гуморов. Брожение и расширение сначала поражают кровь, затем желчь и слизь, затем чёрную желчь. Соответственно, в рамках классической теории темпераментов, сангвиники наиболее уязвимы, а меланхолики в наименьшей. Последние, со своей холодной и сухой комплекцией противоположны воспламенению и гниению болезни. Таким же образом можно объяснить относительно высокую сопротивляемость стариков. Впрочем, это не относится к годам под знаком Сатурна, как во время флорентийской чумы 1479 года, когда умирало по 150 человек в день.
Среди средств, которые Фичино рекомендовал в качестве терапии и профилактики — традиционные ароматические снадобья, пилюли «териака» и пилюли его собственного изобретения, окуривание домов и улиц, ношение амулетов. Для тех, кому не хватало денег на кровопускания и териак, Фичино советует правильно питаться: «кусочки поджаренного хлеба, пропитанные уксусом с небольшим количеством руты, с сырым луком, в сопровождении хорошего вина». Тем, кто уже заболел, автор советует применять изумруд в разных формах: носить во рту, на шее, пить в истолчённом виде; беднякам тем же способом рекомендовалось использовать редис. Некоторые из рекомендаций сходны с теми, которые встречаются в его «Трёх книгах о жизни», в части изготовления защищающих от яда талисманов.

## Влияние
Первое издание «Советов» было выпущено во Флоренции в августе 1481 года на народном итальянском языке. В 1518 году книга была переведена на латынь и издана в Аугсбурге под заголовком «Tractatus Singularis Doctrissimi Viri M. Ficini de Epidemae Morbo», затем вновь переиздана в 1523 в разгар эпидемии чумы. Во втором флорентийском издании труд Фичино был объединён с более ранним «чумным» трактатом Томмазо дель Гарбо.
Одним из первых в 1533 году на книгу Фичино сослался автор популярного трактата о чуме профессор медицины и греческого языка в Ингольштадте Иоанн Агрикола. Практически все рекомендации Фичино встречаются в более позднем трактате Агриппы Неттесгеймского «Contra Pestem Antidota Securissima» (1535).

## Издания
- Marsilio Ficino. Consiglio contro la pestilenza (итал.). — 1481. — 102 p.
- Marsilio Ficino. Tractatus singularis doctissimi viri Marsilii Ficini de epidimiae morbo, ex italico in Latinum versus (лат.). — 1518. — 58 p.